# رون هولدن
رون هولدن (بالإنجليزية: Ron Holden)‏ هو موسيقي أمريكي، ولد في 7 أغسطس 1939 في سياتل في الولايات المتحدة، وتوفي في 22 يناير 1997 في شاطئ روزاريتو ‏ في المكسيك.

## وصلات خارجية
- رون هولدن على موقع ميوزك برينز (الإنجليزية)
- رون هولدن على موقع أول ميوزيك (الإنجليزية)
- رون هولدن على موقع ديسكوغز (الإنجليزية)